# Audi Q8
L'Audi Q8 è un SUV prodotto dalla casa automobilistica tedesca Audi a partire dal 2018.

## Contesto

### Audi Q8 concept (2017)

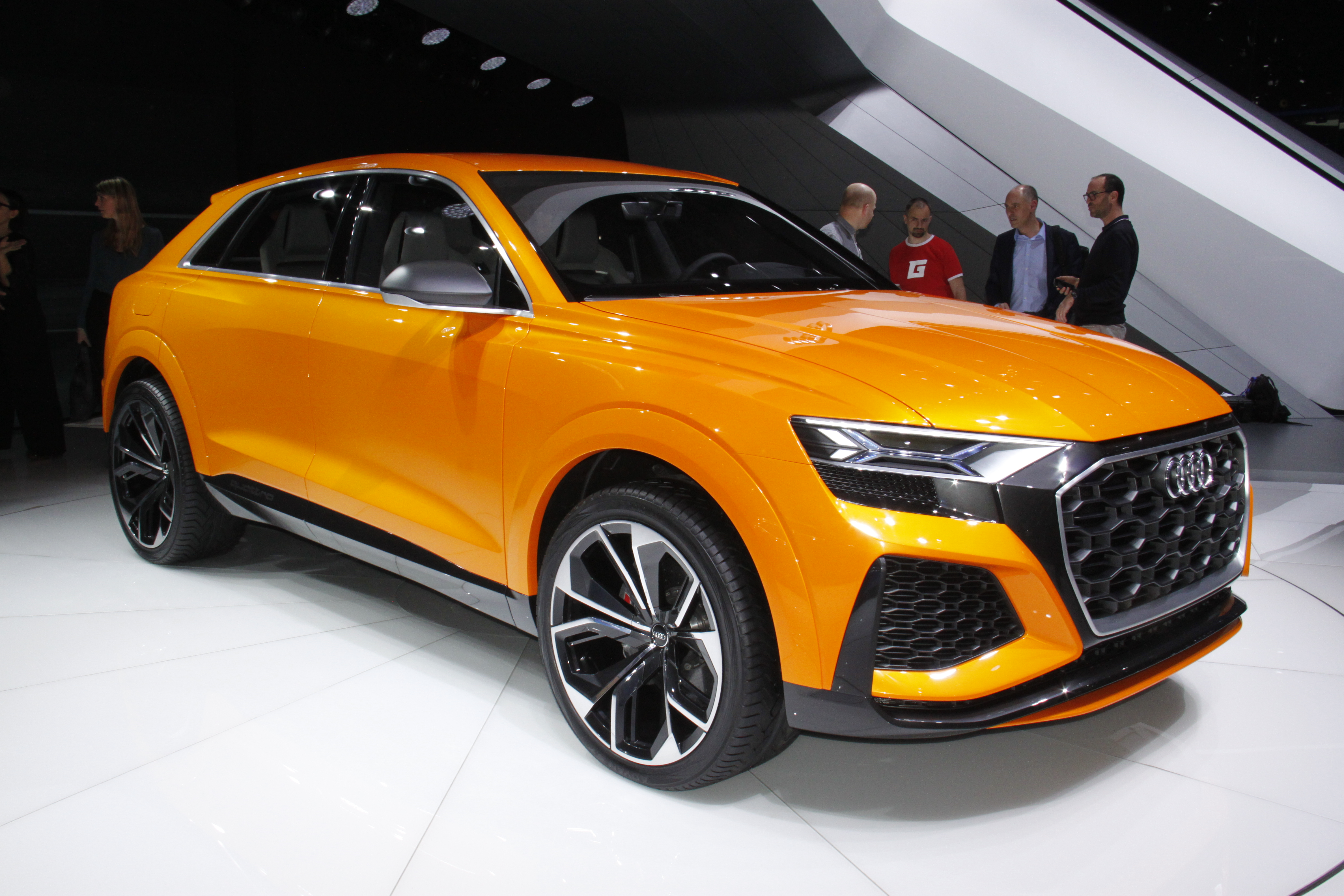

La vettura è stata anticipata da due concept car, la prima presentata il 9 gennaio 2017 al North American International Auto Show (NAIAS) di Detroit.

### Audi Q8 Sport Concept
La seconda concept car è stata presentata al Salone di Ginevra 2017.

## Caratteristiche
Questa auto nasce per entrare nel segmento di mercato dei SUV-Coupé di lusso, fino ad ora dominato dalla BMW X6 e della Mercedes-Benz Classe GLE Coupé.
Viene prodotto a Bratislava, utilizzando la piattaforma Volkswagen MLB Evo, nella versione condivisa con la Lamborghini Urus.

## Evoluzione

### Restyling 2023

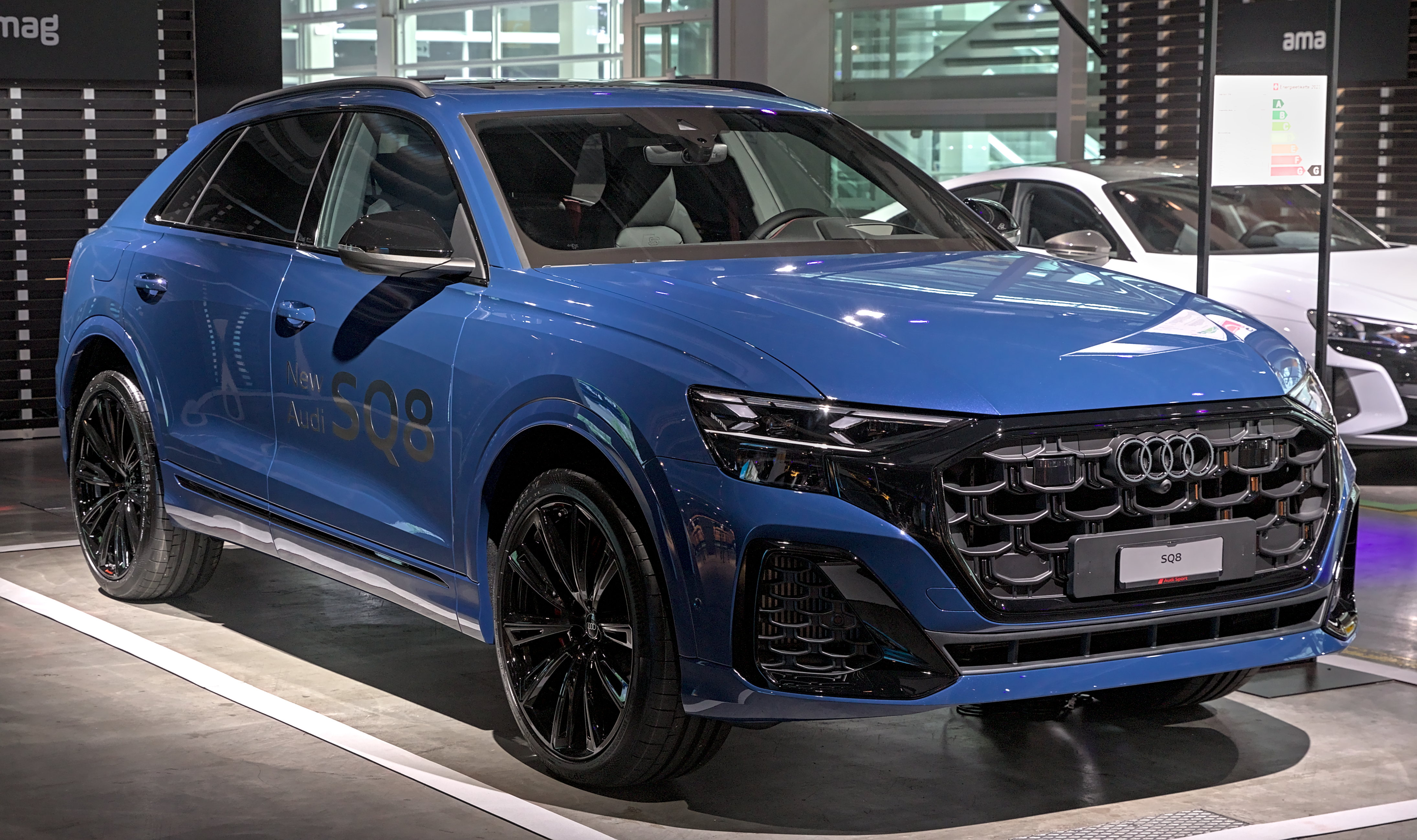
SQ8 restyling

Il restyling della Q8 è stato presentato il 5 settembre 2023; le modifiche esterne si concentrano sulle prese d'aria più grandi nel paraurti anteriore e una nuova configurazione dello scarico. La griglia Singleframe presenta ora elementi ottagonali inglobando i nuovi fari a Led. L'SQ8 presenta uno spoiler anteriore e un diffusore posteriore ridisegnati, mentre la griglia, gli specchietti laterali e le prese d'aria hanno ora una finitura in alluminio. Il design dei fari Matrix LED è stato modificato e sono disponibili come optional i fari laser che aumentano la portata degli abbaglianti. Le luci diurne sulle varianti di punta della gamma possono essere personalizzate con quattro motivi diverse firme tramite un'impostazione dell'infotainment.
La barra luminosa posteriore ha un design più semplice. Audi ha implementato la tecnologia OLED nei fanali posteriori: quando un'auto che segue si avvicina a 2,0 m da una Q8 ferma, gli elementi OLED si attivano per rendere visibile l'auto. Il restyling aggiunge tre nuove vernici metallizzate (Chili Red, Ascari Blue, Sakhir Gold) e cinque nuovi cerchi in lega che vanno da 21 a 23 pollici. Inoltre, a seconda della variante, sono disponibili anche nuove finiture come frassino a grana fine, carbonio e alluminio.

## Motorizzazioni
| Versione         | Cilindrata       | Potenza CV/rpm   | Coppia Nm/rpm    | Velocità max     | Acceler. 0–100 km/h | Consumo medio (l/100 km) | Emissioni CO2/ (g/km) |
| Versioni benzina | Versioni benzina | Versioni benzina | Versioni benzina | Versioni benzina | Versioni benzina    | Versioni benzina         | Versioni benzina      |
| ---------------- | ---------------- | ---------------- | ---------------- | ---------------- | ------------------- | ------------------------ | --------------------- |
| 55 TFSI          | 2995             | 250 kW (340 CV)  | 500              | 250              | 5,6                 | 9,47                     | 203                   |
| SQ8 TFSI         | 3996             | 373 kW (507 CV)  | 770              | 250              | 4,1                 | 12,67                    | 275                   |
| RSQ8 TFSI        | 3996             | 441 kW (600 CV)  | 800              | 250              | 3,8                 | 12,8                     | 276                   |
| Versioni diesel  |                  |                  |                  |                  |                     |                          |                       |
| 45 TDI           | 2967             | 170 kW (231 CV)  | 500              | 226              | 7,1                 | 6,87                     | 188                   |
| 50 TDI           | 2967             | 210 kW (286 CV)  | 600              | 241              | 6,1                 | 6,87                     | 188                   |
| SQ8 TDI          | 3956             | 320 kW (435 CV)  | 900              | 250              | 4,8                 | 7,87                     | 204                   |
| Versioni ibride  |                  |                  |                  |                  |                     |                          |                       |
| 55 TFSI e        | 2995             | 280 kW (381 CV)  | 600              | 240              | 5,8                 | 2,47                     | 62                    |
| 60 TFSI e        | 2995             | 340 kW (462 CV)  | 700              | 240              | 5,4                 | 2,47                     | 62                    |